# Утяково (Зеленодольский район)
Утяково (тат. Өтәк) — деревня на правобережной, Нагорной стороне Зеленодольского района Республики Татарстан. Входит в состав Утяшкинского сельского поселения.

## Расположение
Расположена на левом берегу реки Свияги. С южной стороны от деревни расположено озеро Травное до революции называвшееся Кабацким озером. История:
Основана во времена Казанского ханства. В 1524 году близ Итякова произошла битва на Итяковом поле между казанцами и русскими , в 1552 году стоял 21 стан русских войск. 
В составе Русского государства земли принадлежали Свияжскому Успенскому монастырю.  Во время чумового поветрия 1571 — 3 годов деревня была переселена ближе в реке Свияге на пол версты, а на ее месте была впредь Утяковская пустошь. 1651 год .Село Утяково, что прежде была деревня Новое Утяково на реке на Свияге, а в селе церковь во имя Святого пророка Илии, да в пределе престолу Великого Чудотворца Николы  древяна клецки, да в селе ж двор попов, да двор подьячий. Пашни паханые добрые церковные земли двадцать чети в поле , а в дву потому ж, сена сорок копен. Да в селе ж двор монастырский, а в нём один человек, дворник. У него детей и братьи три человека. Да пятнадцать дворов крестьянских ... Пашни паханые добрые земли семьдесят девять чети в поле, а в дву потому ж, сена четыреста копен ... После чумы 1656 года церковь переименована во имя Тихвинской Божией Матери...  В 1864 году ветхую церковь с колокольней снесли  и на средства прихожан возвели новую. 
Согласно «Спискам населённых мест Российской империи» по состоянию на 1859 год в казённом селе Утякове (Богородском): 57 дворов крестьян, население — 164 душ мужского пола и 198 женского, всего — 362 человека. Здание православной церкви, ярмарка.

## Население
| 2010 |
| ---- |
| 63   |